# Municipio de St. Clair (Illinois)
El municipio de St. Clair (en inglés: St. Clair Township) es un municipio ubicado en el condado de St. Clair en el estado estadounidense de Illinois. En el año 2010 tenía una población de 35498 habitantes y una densidad poblacional de 667,89 personas por km².

## Geografía
El municipio de St. Clair se encuentra ubicado en las coordenadas 38°32′3″N 89°58′47″O / 38.53417, -89.97972. Según la Oficina del Censo de los Estados Unidos, el municipio tiene una superficie total de 53.15 km², de la cual 52.24 km² corresponden a tierra firme y (1.7%) 0.9 km² es agua.

## Demografía
Según el censo de 2010, había 35498 personas residiendo en el municipio de St. Clair. La densidad de población era de 667,89 hab./km². De los 35498 habitantes, el municipio de St. Clair estaba compuesto por el 70.85% blancos, el 23.32% eran afroamericanos, el 0.17% eran amerindios, el 2.04% eran asiáticos, el 0.19% eran isleños del Pacífico, el 0.7% eran de otras razas y el 2.73% pertenecían a dos o más razas. Del total de la población el 2.54% eran hispanos o latinos de cualquier raza.